# Jorge Félix
Jorge Félix Muñoz García, noto semplicemente come Jorge Félix (Madrid, 22 agosto 1991), è un calciatore spagnolo, attaccante del Piast Gliwice.

## Palmarès

### Club
- Campionato polacco: 1

Piast Gliwice: 2018-2019
- Coppa di Turchia: 1

Sivasspor: 2021-2022

### Individuale
- Miglior giocatore del campionato polacco: 1

2019-2020